# Rasa de Castelltort
|  | Aquest article tracta sobre la torrent del municipi de Guixers (Solsonès). Vegeu-ne altres significats a «Castelltort». |

La Rasa de Castelltort és un torrent afluent per la dreta de l'Aigua de Valls, a la Vall de Lord, que transcorre íntegrament pel terme municipal de Guixers.
Neix al vessant sud de la Serra de Guixers. De direcció predominat N-S, desguassa al pantà de la Llosa del Cavall després de passar a l'est de l'església de Sant Climent de Castelltort i de la masia de Cal Girald.

## Xarxa hidrogràfica
La xarxa hidrogràfica de la Rasa de Castelltort, que també transcorre íntegrament pel terme municipal de Guixers, està constituïda per vuit cursos fluvials la longitud total dels quals suma 4.816 m.